# کلاهک
کلاهک قسمتی از مغز میانی است که در قسمت زیر بام مغزی قرار دارد و دارای انتهای سری ساخت شبکه‌ای، هسته‌هایی که چشم را کنترل می‌کنند، مادهٔ خاکستری اطراف مجرا، هستهٔ قرمز و توده سیاه، و ناحیه کلاهکی-شکمی است.